# سینامولول
سینامولول (انگلیسی: Cinamolol) یک ماده بتا بلاکر است.